# Hermann Withalm
Hermann Withalm (Gaunersdorf, 21 april 1912 - Wolkersdorf im Weinviertel, 19 augustus 2003) was een Oostenrijks politicus (ÖVP). Hij van 19 januari 1968 tot 21 april 1970 vicekanselier van Oostenrijk.
Withalm was afkomstig uit een politiek zeer actieve familie. Zijn grootvader, Ignaz Withalm (1851-1910) was jarenlang burgemeester van Gaunersdorf. Hermann Withalm bezocht het jezuïetengymnasium te Kalksburg en studeerde aansluitend rechten aan de Universiteit van Wenen. Tijdens zijn studiejaren sloot hij zich aan bij de katholieke CV/ÖCV. Hij promoveerde in 1935 als doctor in de rechten en was nadien werkzaam als notaris. 
Door de nationaalsocialisten kreeg hij in 1938 als notaris een beroepsverbod opgelegd en was daarna tot 1942 werkzaam bij de Reichsautobahn. Na de Tweede Wereldoorlog was hij wederom werkzaam als notaris en engageerde hij zich politiek voor de Österreichische Volkspartei (ÖVP). In 1952 werd hij regionaal voorzitter van de ÖVP in Neder-Oostenrijk en van 1960 tot 1970 was hij secretaris-generaal van de ÖVP. Van 1956 tot 1959 was hij staatssecretaris van Financiën in het kabinet-Raab II. Binnen de partij stond hij bekend als hervormingsgezind en een aanhanger van Josef Klaus die in 1966 bondskanselier werd van een uitsluitend uit de ÖVP bestaande bondsregering. Withalm, die sinds 1953 zitting had in de Nationale Raad, werd gekozen tot fractievoorzitter van de ÖVP. In 1968 volgde hij Fritz Bock op als vicekanselier. Hij bleef tot de verkiezingsnederlaag van de ÖVP van 1970 aan als vicekanselier. In 1970 belandde de ÖVP in de oppositiebankjes en bleef Withalm nog tot 1975 lid van het parlement.
Na zijn resterende jaren in de Nationale Raad was Withalm wederom werkzaam als notaris. In 1974 leek het er op dat hij presidentskandidaat voor de ÖVP zou zijn bij de presidentsverkiezingen van dat jaar, maar de partij wees verrassend genoeg Alois Lugger aan om het op te nemen tegen de partijloze Rudolf Kirchschläger. 
Van 1976 tot 1988 was Withalm bondsvoorzitter van de Österreichischer Seniorenbund. Dit was de laatste politieke functie die hij bekleedde. Hij overleed op hoge leeftijd, op 19 augustus 2003 in Wolkersdorf im Weinviertel. Zijn lichaam werd bijgezet in de crypte van de familie op het Gaweinstaler Ortsfriedhof.

## Onderscheidingen
- 1958: Grootkruis der Orde van Verdienste van de Bondsrepubliek Duitsland